# 村上萬助
村上 萬助（むらかみ まんすけ、文久元年（1861年）- 1934年(都立青山霊園墓石簿より)）は、日本の建築家。伊予国（現愛媛県）生まれ。
主な作品には片山東熊とともに手がけた新宿御苑洋館御休所（1896年）がある。

## 来歴
1887年（明治20年）に図工兼場所付雇として宮内省内匠寮にはいる。
1893年（明治26年）に内匠寮技手となり、1898年（明治31年）から東宮御所御造営局技手を兼任、1899年（明治32年）に同局技手となる。
1907年（明治40年）には内匠寮技手、1914年（大正3年）に宮内技手となり、1916年（大正5年）に退官した。
1934年3月27日　逝去

## 人物
配偶者 せき、長女 たき、次女 貞子、三女 琴子、長男 正雄、四女 富子、当時の住まいは麹町区永田町2丁目31、墓所は青山霊園
戒名 法譽寿岳満定居士
長男・正雄の配偶者・志久との間には長女・眞呂、次女・しま